# Flåvatn
Flåvatn (eller Flåvatnet) er en sø som ligger i kommunerne Nome og Kviteseid i Vestfold og Telemark fylke i Norge. Søen ligger i Skiensvassdraget, og er en del af Telemarkskanalen.
Flåvatn har sit tilløb fra Kviteseidvatnet, og løber ud i «Straumen» ved Hogga sluser, på vej mod Eidselven og Norsjø.

## Eksterne kilder og henvisninger
- Telemarkskanalen Arkiveret 25. marts 2013 hos  Wayback Machine